# Engraçadinha: Seus Amores e Seus Pecados
Engraçadinha: Seus Amores e Seus Pecados ist eine brasilianische Miniserie, die zwischen dem 25. April 1995 und dem 26. Mai 1995 vom Sender Rede Globo erstmals ausgestrahlt wurde. Die Originalversion umfasst 18 Folgen, basierend auf dem Roman  Asfalto Selvagem: Engraçadinha, Seus Pecados e Seus Amores von Nelson Rodrigues. Drehbuch schrieb Leopoldo Serran, Regie Carlos Gerbase.

## Handlung
Erzählt wird im ersten Teil die Jugendtragödie der 18-jährigen Engraçadinha (eine Titelübersetzung mit dem sprechenden Namen wäre: „Süßchen“: Ihre Liebschaften und Sünden), gespielt von Alessandra Negrini, Tochter des konservativen Moralapostels Dr. Arnaldo aus Vitória in dem im Südosten gelegenen Bundesstaat Espirito Santo. Sie ist mit dem Zózimo, gespielt von Pedro Paulo Rangel, verlobt, einem einfachen Charakter, nimmt sich aber den Silvio, gespielt von Ângelo Antônio, Verlobter ihrer besten Freundin Letícia, gespielt von Maria Luísa Mendonça, zum Geliebten. Diese Dreiecksgeschichte wird zur Tragödie, nachdem Vater Arnaldo gesteht, dass Silvio sein Sohn sei. Diesen Geschwisterinzest erträgt Silvio nicht, kastriert sich und nimmt sich vor den Augen des Mädchens das Leben. Die schwangere Engraçadinha entscheidet sich, Zózimo zum Ehemann zu nehmen.
Der zweite Teil beginnt nach einem Zeitsprung. Engraçadinha, jetzt im Alter von 38 Jahren und immer noch eine schöne Frau, gespielt von Cláudia Raia, hatte sich in einen Vorort von Rio de Janeiro geflüchtet, lebt ganz als Familienmutter für ihre Kinder, darunter die Tochter Silene, die sie streng überwacht. Sie selbst hatte sich aus Scham vor ihrer Jugendsünde einer strengen Religiosität zugewandt, was sie aber nicht davon abhält, erneut ein Liebesverhältnis mit einem Luiz Cláudio, gespielt von Alexandre Borges, einzugehen. Letícia kommt hinter das geheime Verhältnis und erpresst Engraçadinha mit dessen Offenlegung, es sei denn, die Tochter Silene, gespielt von Mylla Christie, würde ihr „ins Bett gelegt“. Da diesem Wunsch nicht entsprochen wird, nimmt auch Letícia sich das Leben.
Die Handlung spielt im ersten Teil in der Zeit um 1940, wofür zeitgemäße Kulissen gebaut wurden, darunter eine Straße und 12 Innenräume als Drehorte. Insgesamt spielten rund 700 Schauspieler und Statisten mit.

## Darsteller

### Hauptdarsteller
| Darsteller               | Rolle                             |
| ------------------------ | --------------------------------- |
| Alessandra Negrini       | Engraçadinha (als junge Frau)     |
| Cláudia Raia             | Engraçadinha (als gereifte Frau)  |
| Paulo Betti              | Dr. Odorico Quintela              |
| Pedro Paulo Rangel       | Zózimo (Verlobter, Ehemann)       |
| Cláudio Corrêa e Castro  | Dr. Arnaldo (Vater)               |
| Maria Luísa Mendonça     | Letícia (Freundin)                |
| Ângelo Antônio           | Silvio (Bruder und Geliebter)     |
| Alexandre Borges         | Luís Cláudio (späterer Geliebter) |
| Mylla Christie           | Silene (Tochter)                  |
| Nicette Bruno            | Tia Zezé (Tante)                  |
| Sérgio Mamberti          | Tio Nonô (Onkel)                  |
| Otávio Augusto           | Vasconcelos                       |
| Hugo Carvana             | Fidélis (Bruder)                  |
| Caio Junqueira           | Leleco                            |
| Mariana Oliveira         | Iara                              |
| Otávio Müller            | Tinhorão                          |
| Luiz Maçãs               | Cadelão                           |
| Ernani Moraes            | Miéssimo                          |
| Francisco Carvalho       | Wilson                            |
| Antônio Grassi           | Amado Ribeiro                     |
| Zilka Salaberry          | Tia Ceci                          |
| Tonico Pereira           | Xavier                            |
| Joel Barcellos           | Aprígio                           |
| Enrique Díaz             | Rolinha                           |
| Carmo Dalla Vecchia      | Durval                            |
| Cândido Damm             | Cabeça de Ovo                     |
| Cassiano Carneiro        | Bob                               |
| Louis André              | Professor Petruscu                |
| Mauro Mendonça           | Gouverneur Benedito Valadares     |
| Yoná Magalhães           | Geni                              |
| Arlete Salles            | Araci                             |
| Carlos Eduardo Dolabella | Vorsteher (Vater des Cadelão)     |
| Eliane Giardini          | Maria Aparecida                   |
| Flávio Migliaccio        | Piragibe                          |
| José Lewgoy              | Bischof                           |

## Auszeichnungen
1995 erhielten je einen Prêmio APCA (Associação Paulista de Críticos de Arte): Denise Saraceni als beste Regie und Alessandra Negrini als beste Nachwuchsschauspielerin.

## Ausstrahlungen
Nach der Erstsendung, deren Folgen jeweils um 22:30 Uhr stattfanden, wurde eine gekürzte Fassung im Jahr 1998 gezeigt, sowie vom 20. August bis 13. September 2002 eine Wiederholung zum 90. Geburtstag von Nelson Rodrigues.
Adaptierte Fassungen wurden in den Ländern Bolivien, Bulgarien, Chile, Kolumbien, Ekuador, Finnland, Honduras, Mexiko, Nicaragua, Panama, Peru, Portugal, Dominikanische Republik und Venezuela gezeigt.

## Ausgaben
- DVD, Som Livre/Globo 2006, 640 Minuten